# Puerto Padre
Puerto Padre là một đô thị và thành phố ở tỉnh Las Tunas của Cuba. Thành phố này nằm ở vùng duyên hải phía bắc tỉnh, ở cửa sông (Estero El Espanolito) đổ vào vịnh Puerto Padre.
Thành phố này có lịch sử từ thế kỷ 16. Đây là một trung tâm công nghiệp mía đường cũng như du lịch.
Đô thị này được chia thành các phường (barrio) Chaparra, Delicias, Estrada Palma, La Lima, La Yaya, Los Alfonsos, Maniabón, Norte, San Manuel, Santa María, Sur, Vedado và Yarey.

## Thông tin nhân khẩu
Năm 2004, đô thị Puerto Padre có dân số 93.705 người. Diện tích là 1.178 km² (454,8 mi²), với mật độ dân số là 79,5người/km² (205,9người/sq mi).